# 克讷特代克宫
克讷特代克宫（荷蘭語：Paleis Kneuterdijk，[paːˈlɛis knøːtərˈdɛik]）是位於荷蘭城市海牙的一座建築，曾是荷蘭王室的行宮之一。克讷特代克宫修建於1716年。